# چپچ
چپچ (به لاتین: Trzebcz) یک سکونتگاه مسکونی در لهستان است که در Gmina Polkowice واقع شده‌است.

## خصوصیات
چپچ ۲۰۰ نفر جمعیت دارد.